# Ursula Daus

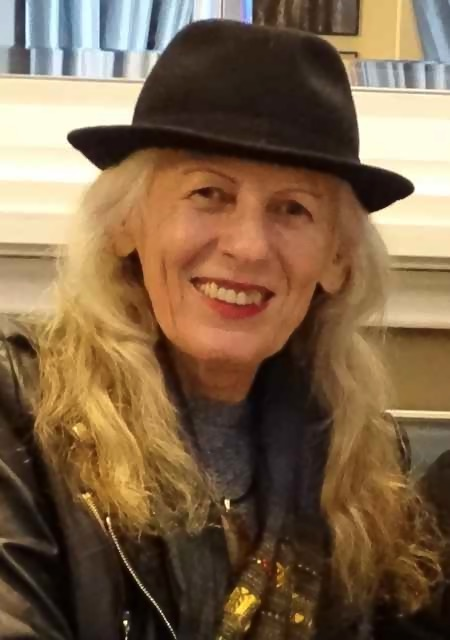
Ursula Daus, 2019

Ursula Daus (* 10. März 1953 im Bodenseekreis) ist eine deutsche Soziologin und Architekturkritikerin.

## Leben
Ursula Daus studierte Architektur in Konstanz und Soziologie sowie Volkswirtschaft an der Freien Universität Berlin mit Diplom-Abschluss zum Thema Grossstadt-Images in Asien. Der Fall Metro-Manila (1985). Sie führte zahlreiche Forschungs- und Auslandsprojekte in Sao Paulo, Manila, Singapur, Honolulu und Kapstadt durch zu Themen wie „Stadtsoziologie in Entwicklungsländern“, „Designgeschichte des 20. Jahrhunderts im südlichen Afrika“, „Entwicklungsgeschichte der Tourismusindustrie im Indischen Ozean“, „Images von Metropolen in Südostasien und Lateinamerika“ und „Design- und Architekturgeschichte Japans im 18.–20. Jahrhundert“.
Von 1980 bis 1990 war sie Redakteurin der Zeitschrift Daidalos-Architektur Kunst Kultur. Seit 1997 ist sie Chefredakteurin von Kosmopolis – Interkulturelle Zeitschrift aus Berlin. Seit 2012 forscht und publiziert sie gemeinsam mit Ronald Daus zu Fragen des europäischen Kolonialismus und Postkolonialismus in Asien, Ozeanien, Lateinamerika und Afrika.
Neben ihren Buchpublikationen erschienen zahlreiche Veröffentlichungen u. a. in den Zeitschriften Bauwelt, Baumeister, Kyoto Journal, Lettre International, Mare und der wissenschaftlichen Zeitschrift Neue Romania, die im Auftrag des Instituts für Romanische Philologie der Freien Universität Berlin herausgegeben wird.

## Veröffentlichungen (Auswahl)
- Neues aus der Fließenden Welt. Japanische Ästhetik zum Ende des 20. Jahrhunderts. Babylon Metropolis Studies, Berlin 1998, ISBN 978-3-925529-05-4.
- Ein trügerisches Idyll. Vom Lebensstil am Kap der Guten Hoffnung Babylon Metropolis Studies, Berlin 2000, ISBN 978-3-925529-14-6.
- Sehnsucht nach der Moderne. Tropisches Art Déco 1925–1950. Babylon Metropolis Studies, Berlin 2004, ISBN 978-3-925529-15-3.
- Die Modernen Barbaren im Westen Chinas. Der neue Lebensstil in den Städten Yünnans, Tibets, Sinkiangs und entlang der Seidenstraße. Babylon Metropolis Studies, Berlin 2007, ISBN 978-3-925529-23-8.
- Die Völker Polynesiens im 21. Jahrhundert.  Hawaii, Tahiti, Marquesas, Osterinsel Babylon Metropolis Studies, Berlin 2010, ISBN 978-3-925529-27-6.
- Die Erfindung paradiesischer Inseln. Der Indische Ozean im 21. Jahrhundert Babylon Metropolis Studies, Berlin 2012, ISBN 978-3-925529-31-3.
- mit Ronald Daus: Die Spanier im Pazifik – Reloaded. 1520–2015. Babylon Metropolis Studies, Berlin 2013, ISBN 978-3-925529-33-7.
- Neo-Eklektizismus. Auf der Suche nach einer Ästhetik für das 21. Jahrhundert. Babylon Metropolis Studies, Berlin 2015, ISBN 978-3-925529-24-5.
- mit Ronald Daus: Durban – Essay über die Karriere einer Weltstadt. Babylon Metropolis Studies, Berlin 2017, ISBN 978-3-925529-34-4.
- mit Ronald Daus: Von der Kunst, in stürmischer See nicht zu kentern. Die Manus der Admiralitätsinseln im 21. Jahrhundert. Babylon Metropolis Studies, Berlin 2019, ISBN 978-3-925529-36-8.
- mit Ronald Daus: Die „Casas-Palacio de Cargadores a Indias“ von El Puerto de Santa María (Spanien) im 21. Jahrhundert. Ein literarischer Befund. 1. Band der Andalusischen Trilogie. Babylon Metropolis Studies, Berlin 2020, ISBN 978-3-925529-37-5.
- mit Ronald Daus: Gibraltar. Im Fadenkreuz der Literatur. 2. Band der Andalusischen Trilogie. Babylon Metropolis Studies, Berlin 2022, ISBN 978-3-925529-38-2.
- mit Ronald Daus: Ein Held unserer Zeit. Literarische Spurensuche im 21. Jahrhundert nach Boabdil, dem letzten Sultan von Granada (Spanien). 3. Band der Andalusischen Trilogie. Babylon Metropolis Studies, Berlin 2023, ISBN 978-3-925529-39-9.